# Хиросфакт, Лев
Лев Хиросфакт (греч. Λέων Χοιροσφάκτης), известный также как Лев Магистр — византийский государственный деятель IX—X веков. Подробности биографии Хиросфакта известны плохо. Предположительно, он был родственником правившей в то время в Византии Македонской династии. Свою карьеру он начал в правление Василия I Македонянина (867—886), достигнув поста личного секретаря императора. В правление Льва VI (886—912) Хиросфаакту было поручено несколько важных дипломатических миссий. Между 894 по 902 годами Хиросфакт возглавил три посольства в Болгарию с целью урегулирования последствий очередной болгаро-византийской войны. Некоторое время Хиросфакт провёл в заключении, выполняя свои обязанности путём переписки с царём Симеоном. Несколько лет спустя Хиросфакт был отправлен в Аббасидский халифат для решения приграничных вопросов. Из сохранившейся переписки Хиросфакта, являющейся основным источником о его дипломатической деятельности, можно заключить, что его усилия принесли пользу империи. Однако в конце жизни Хиросфакт был обвинён в государственной измене, подвергся опале и был сослан. Примечательна его литературная полемика по этому поводу с епископом Арефой Кесарийским.
Лев Хиросфакт известен также как высокообразованный человек и учёный, автор нескольких сохранившихся богословских и поэтических произведений.

## Биография

### Происхождение и семья
Относительно даты рождения Льва Хиросфакта существуют разные точки зрения. Согласно Георгу Колиасу (George Kolias) (1939), это произошло между 824 и 845 годами, согласно А. П. Каждану (1952) около 840 года, по Х. Г. Беку (1959) — около 824 года. Современный византинист Пол Магдалино в 2004 году отверг возможность рождения Льва в 820-х годах, поскольку он ещё был жив в 913 году и умер, вероятно, после 920 года. В одном из своих стихотворений Лев говорит о том, что он покинул Элладу и «счастливую хижину фессалийской Ипаты» — возможно, там была его родина. Вероятно, он был родственником четвёртой жены императора Льва VI Зои Карбонопсины, что указывает на его достаточно высокий социальный статус. Это следует из того, что, согласно арабскому историку ат-Табари, византийский посол в Багдаде в 906/907 годах, который с большой вероятностью идентифицируется с Львом Хиросфактом, приходился дядей сыну императора, то есть Константину Багрянородному. Из сигиллографических источников известно о других носителях фамилии Хиросфакт в Греции в X—XI веках. Имя супруги Льва не известно; в одном из его писем упоминается, что она страдала эпилепсией. О том, что она была знатного происхождения, известно как от самого Льва, так и от ат-Табари. У них было две дочери. Умершей в раннем возрасте старшей дочери Феоктисте посвящено два анакреонта. Имя второй дочери не известно. Из одного из писем Хиросфакта известно, что Лев Равдух, также византийский дипломат, был его родственником — возможно, братом жены.
Произведения Хиросфакта свидетельствуют о его хорошем знании античных текстов и патристической литературы. Точных сведений о том, кто были его учителя, не сохранилось, но по предположению Георга Колиаса это могли быть Лев Математик и патриарх Фотий. Из писем Льва известен его карьерный путь: при императоре Василии Македонянине он был мистиком, являясь одним из первых известных носителей этого звания, и личным секретарём императора. В царствование Льва VI Хиросфакт занимал более значимые должности магистра, анфипата и патрикия. Последний из этих титул сделал его членом сената.
В 913 году, после мятежа Константина Дуки, Лев был пострижен в монахи Студийского монастыря. Достоверных свидетельств о его последующей жизни нет. Анакреонт в честь свадьбы императора Константина Багрянородного и Елены Лакапины, состоявшейся 9 мая 919 года, по мнению греческого филолога Иоанниса Вассиса, не мог принадлежать его перу.

### Дипломатическая деятельность
Дипломатическая деятельность Льва Хиросфакта включает три миссии в Болгарию и одно посольство в столицу Аббасидского халифата Багдад.
В 894 года началась очередная болгаро-византийская война, в которой союзниками болгар были печенеги, а византийцев — венгры. В сложных военных обстоятельствах, когда казалось, что победа Византии близка, император Лев VI отправил Льва Хиросфакта к царю Симеону I для заключения мира. Симеон, не доверяя византийцам, заключил посла в крепости Мундрага, даже не встретившись с ним; Лев общался с царём из заключения по переписке. Тем временем болгарам и печенегам удалось добиться перелома в войне в свою пользу. После этого Хиросфакт вёл переговоры об обмене военнопленными. После поражения во Фракии в битве при Булгарофигоне в июне 896 года Лев вёл переговоры о заключении мира, что также нашло отражение в его переписке (всего сохранилось 11 писем Льва и 3 письма Симеона). Дипломатические достижения Льва известны преимущественно с его слов, хотя о нём также упоминает хронист второй половины X века Симеон Метафраст. По утверждению Льва, в результате его усилий царь болгар освободил 120 000 пленных и заключил мирный договор с Византией, но скорее всего мир был заключён в результате прямых переговоров царя и императора. Второе посольство в Болгарию в 901/902 году было связано с вопросом о возвращении Византии 30 крепостей в районе Диррахия. Третье посольство, которое также было успешным, состоялось примерно в 904 году и касалось ситуации, возникшей после захвата Фессалоник арабами: Симеон хотел воспользоваться ситуацией и захватить разорённый арабами город, а Лев отговорил его от этого.
Вопрос о возвращении захваченных в Фессалониках пленных стал поводом для миссии Льва Хиросфакта к арабам. Зимой 904/905 года (согласно русскому византинисту А. А. Васильеву в 906/907 году) он отправился в Багдад вместе с евнухом. Лев вёз собственноручное письмо императора халифу аль-Муктафи, в котором Лев VI делал предложение о взаимном обмене. Для этой цели император предлагал отправить в Византию посла, который бы организовал сбор мусульманских пленных; этому послу обещалась аудиенция у императора. В свою очередь евнух Василий должен был оставаться в Тарсе для сбора греческих пленных. Послы были благосклонно встречены халифом, который согласился на предложения императора. Был заключён мир и согласован обмен пленными. Обмен состоялся в традиционном для этого месте, у пограничной реки Лямис 27 сентября 905 года, и продлился четыре дня. Затем византийцы внезапно прервали обмен без объяснения причин и ушли, уведя за собой оставшихся арабов. По мнению французского византиниста Мариуса Канара, это событие следует понимать в широком контексте арабо-византийских отношений, основным фактором которых в это время была судьба беглого полководца Андроника Дуки, — возможно, именно в это время посольство узнало о его мятеже. После этого эпизода Хиросфакт вернулся в Константинополь. Соответственно, временем между ноябрём 905 года и мартом 906 года можно предположительно датировать его «Письмо к Визирю». За отправку этого письма его впоследствии обвинял Арефа Кесарийский. Весной 906 года Хиросфакт вновь вернулся на восток, имея на этот раз более сложные поручения. Необходимо было возобновить обмен пленными, выяснить судьбу Дуки, находившегося в это время у арабов в Тарсе. В результате Льву удалось принудить две приграничные мусульманские области платить империи дань. Был также подписан мир с эмиром Мелитины и освобождено много греческих пленных. С правителем Тарса был подписан договор, по которому те могли вести войну с Византией только в ближайшие два года, после чего должны были заключить мир. Тогда же Хиросфакт убедил патриархов Александрии, Антиохии и Иерусалима принять участие в соборе для утверждения четвёртого брака Льва VI. Согласно одному из писем Хиросфакта, его посольство длилось два года. По И. Вассису завершение его миссии следует отнести к февралю 907 года, по А. Васильеву, соответственно, к 909 году.

### В опале
Выполнение многочисленных поручений в Багдаде сказалось на здоровье дипломата, и, несмотря на все успехи, он в своих письмах писал о желании возвратиться на родину. Однако в Константинополе милость и расположение императора внезапно сменились сильным гневом, и Лев Хиросфакт был отправлен в ссылку в отдалённую крепость Петра. Причины этой перемены не ясны. Из писем, отправленных императору Хиросфактом из ссылки, А. Васильев заключает, что во время его последнего посольства некий евнух, вероятно упомянутый выше Василий, всячески стремился парализовать деятельность посла, но, не преуспев, оклеветал его перед императором. Возможно также, что Хиросфакт был заподозрен в связях с бежавшим ранее к арабам и находившимся в то время в Багдаде мятежным полководцем Андроником Дукой. Некоторый свет на обстоятельства опалы Хиросфакта проливает памфлет его современника, епископа Арефы Кесарийского «Хиросфакт или Ненавистник чародейства». По предположению А. П. Каждана, в этом произведении излагается официальная версия событий. Арефа утверждает, что Хиросфакт строил козни во время своих посольств к болгарам и арабам, и во время последнего из них он был изобличён. Вероятно, Хиросфакт только внешне был сторонником четвёртого брака императора Льва VI и в переговорах с восточными патриархами вёл себя двусмысленно. Возможно, он, сочувствуя Андронику Дуке, хотел задержать приезд патриарших послов и осложнить положение императора в его внутриполитической борьбе. Точку зрения Арефы на политические взгляды Хиросфакта разделял советский византинист М. А. Шангин. Помимо политических обвинений, Арефа характеризует Хиорсфакта как язычника, увлекающегося учением Платона, неоплатоников и гностиков. Согласно Арефе, будучи поклонником трагиков, Хиросфакт превратил церковь в театр и виновен в прочих религиозных и моральных прегрешениях. По мнению греческого историка Сократиса Кугеаса (1913), такая позиция Арефы объяснялась тем, что он сам в своё время был противником четвёртого брака императора, но, вовремя поняв свою выгоду, изменил своё мнение по этому вопросу и обрушился на своих прежних единомышленников. Вероятно, ему были поручены сбор обвинений против Хиросфакта и подготовка общественного мнения.
Но пойми: не удастся коварному охота, ты постарался навредить в тех делах: в посольствах к болгарам, в посольствах к сарацинам, потом на вероломстве ты был пойман, больше того, своим подручным ты строил козни, скрывал свой образ действий, на короткое время, казалось, прославлялся, кончил тем, что был разгадан и вместе со всей кладью потерпел крушение. Ведь нужно было возросшего таким образом грешника скосить, как траву, прежде чем ему быть вырванным, завянуть, как и всё подобное, совершаемое чародейством. Ты переменил три тактики одного и того же типа. Прежде чем понимать свой «колючий терновник», твою, разумеется, вполне выросшую преступность, ты стал уже кичиться, уже хвастаться, превозноситься в надменных мыслях. Пал на тебя огонь за твоё подсудное и ненавистное богу нечестье, и ты внезапно пострадал от пожигающего солнца. И теперь в скрытом месте ничего ты не совершаешь более достойного, не только в том, что насладился возложением непосильного бремени, но и отогнал из гавани в порыве зломыслия тех, от кого только что не по заслугам испытал добро; но невозможно безбожным быть откровенными, хотя ты исподтишка теперь и действуешь среди некоторых немногих неустойчивых людей…
По мнению британского византиниста Ромилли Дженкинса, эти обвинения Арефы (приведены выше в переводе М. А. Шангина) перекликаются с обстоятельствами, описанными в одном из писем, предположительно написанных Хиросфактом в так называемом «Письме к Визирю» в период посольства к арабам. Некоторые фразы из этого письма могли быть интерпретированы Арефой как указание на существование заговора между Хиросфактом и сарацинами. В феврале, вскоре после возвращения, Лев ещё был на свободе, но, судя по указаниям Арефы, это продлилось не долго; уже в августе он был в ссылке.
В 913 году Хиросфакт был как минимум частично реабилитирован и проживал в столице в звании патрикия. В начале царствования Константина Багрянородного, по сообщению хрониста Продолжателя Феофана, он был замешан в мятеже сына Андроника, Константина Дуки. Лев был вынужден бежать в храм Святой Софии, затем был пострижен в монахи Студийского монастыря.

## Проблема идентификации. Творчество
В XIX веке Лев Хиросфакт был практически не известен. Краткую биографическую справку о нём составил немецкий византинист Карл де Боор для справочных материалов к своему изданию «Vita Euthymii» (1888). В первом издании «Истории византийской литературы» Карла Крумбахера (1891) произведения Льва Хиросфакта были ошибочно приписаны его старшему современнику Льву Математику. В 1912 году английский историк Джон Бьюри предложил своё разделение трудов этих учёных, приписав многие из тех, которые по Крумбахеру и де Боору принадлежали Льву Хиросфакту, Льву Математику. Предметом спора стал ряд стихотворений, трактат с описанием метода предсказаний и фрагмент астрологического трактата о затмениях. В конце XIX века в научный оборот вошла рукопись № 315 из собрания Московской синодальной библиотеки, содержащая, в частности, произведение «Χοιροσφάκτης ή μισογόης» («Хиросфакт или Ненавистник чародейства») Арефы Кесарийского; последнее включало, в частности, оценку литературной и богословской деятельности Хиросфакта. На основании памфлета Арефы, изданной ранее переписки Хиросфакта и одного стихотворения их современника поэта Константина Родосского М. Шангин сделал вывод о том, что в круг интересов Хиросфакта входили древнегреческий театр, античная музыка и поэзия. Ряд произведений приписываются Хиросфакту на основании косвенных признаков. Так, де Боор делает вывод о принадлежности ему толкования к Ветхому Завету, подписанного в одной из рукописей «Лев, магистр, анфипат, патрикий и мистик». По де Боору, перу Хиросфакта принадлежит также стихотворение в честь свадьбы императора Константина Багрянородного в 919 году, однако в настоящее время эта атрибуция спорна. Хиросфакту также приписываются поэмы памяти Льва Математика, патриархов Стефана и Фотия. В 913 году Хиросфакт написал поэму на смерть императора Льва, в которой охарактеризовал покойного правителя как «светоча красноречия».
Переписка Хиросфакта с царём Симеоном I была обнаружена в конце XIX века на острове Патмос. Из неё Хиросфакт предстаёт если и не таким удачливым дипломатом, каким ему бы хотелось себя видеть, то как минимум умелым политиком, циничным и способным достигать своих целей разнообразными средствами.
С точки зрения исследования эволюции византийской придворной культуры представляет интерес стихотворение, написанное в честь постройки дворцовых бань. Наиболее амбициозным произведением Хиросфакта является «Теология в тысячу строк» (греч. Χιλιόστιχος θεολογία), состоящая из 40 глав, акростихом образующих имя Льва магистра. В некоторых отношениях теологический трактат Хиросфакта перекликается со стихотворением о банях: если в первом он выражает преклонение перед мудростью и предусмотрительностью всемогущего Творца, то во втором он прославляет императора Льва VI как архитектора. Идеологически близким к этим произведениям является анакреонт на тему горячих источников в Пифии около Мраморного моря в честь юного императора Константина VII. Принадлежность этих стихов Хиросфакту отстаивал итальянский византинист Сильвио Меркати, однако наличие в них иконоборческих тенденций делает эту атрибуцию не бесспорной. Рассматривая эти три произведения в целом, П. Магдалино отмечает у их автора идеологию науки, духовно и содержательно наполненной знанием о законах природы, прежде всего астрологии. Во всех случаях автор является сторонником идеи абсолютной монархии и не столь большой значимости церкви, не одобряя недавнего возвращения к иконопочитанию. Хиросфакт полностью одобряет политику императоров Льва и Константина по установлении монополии на власть учёного императора при участии небольшой элитарной группы светских философов. Эта концепция противоречила теории отношений государства и церкви, сформулированной при патриархе Фотии и не удивительно, что это вызвало столь резкое неприятие архиепископа Арефы Кесарийского.

## Сочинения
- Leon Magistros Choirosphaktes. Chiliostichos Theologia Editio princeps. — Ed. by Vassis, Ioannis. — Berlin: Walter de Gruyter, 2002. — 246 p. — (Supplementa Byzantina 6). — ISBN 3-11-017531-2.
- Лев Хиросфакт. Сочинения. — Пер. с греч., коммент., вступ. ст. Т. А. Сениной (монахини Кассии). — СПб.: Алетейя, 2017. — 284 с. — (Новая Византийская библиотека. Источники). — ISBN 978-5-906980-56-4.

## Исследования
на английском языке
- The Oxford Dictionary of Byzantium :  [англ.] : in 3 vol. / ed. by Dr. Alexander Kazhdan. — New York ; Oxford : Oxford University Press, 1991. — 2232 p. — ISBN 0-19-504652-8.
- Jenkins R. J. H. Leo Choerosphactes and the Saracen Vizier // Mélanges Georges Ostrogorsky. — 1963. — P. 167—175.
- Leszka M. The Monk versus the Philosopher: From the History of the Bulgarian-Byzantine War 894–896 // Studia Ceranea. — 2011. — Vol. 1. — P. 55—70.
- Magdalino P. In Search of the Byzantine Courtier: Leo Choirosphaktes and Constantine Manasses // Byzantine Court Culture from 829 to 1204. — Dumbarton Oaks, 2004. — P. 141–166. — (Dumbarton Oaks Other Titles in Byzantine Studies).
- Tougher S. The Reign of Leo VI (886-912). Politics & People. — E.J. Brill, 1997. — 262 p. — ISBN 90-04-10811-4.

на русском языке
- Васильев А. А. Византия и арабы. Политические отношения Византии и арабов за время Македонской династии. — СПб.: Тип. И. Н. Скороходова, 1902. — 320+220 с.
- Каждан А. П. К истории политической борьбы в Византии в начале X века // Учёные записки ТГПУ. — 1952. — Вып. 3. — С. 191—206.
- Липшиц Е. Э. Византийский учёный Лев Математик // Византийский временник. — 1949. — Т. II. — P. 106—149.
- Шангин М. А. Византийские политические деятели первой половины X века // Византийский сборник. — М.—Л., 1945. — С. 228—248.